# Ignatius Ganago
Ignatius Ganago (Duala, 16 de febrero de 1999) es un futbolista camerunés que juega en la demarcación de delantero para el New England Revolution de la Major League Soccer.

## Selección nacional
Tras jugar con la selección de fútbol sub-23 de Camerún, finalmente hizo su debut con la selección absoluta el 12 de octubre de 2019 en un partido amistoso contra Túnez que finalizó con un resultado de empate a cero.

## Clubes
| Club                            | País           | Año       | Partidos | Goles |
| ------------------------------- | -------------- | --------- | -------- | ----- |
| O. G. C. Niza II                | Francia        | 2017      | 13       | 9     |
| O. G. C. Niza                   | Francia        | 2017-2020 | 62       | 7     |
| R. C. Lens                      | Francia        | 2020-2022 | 57       | 13    |
| F. C. Nantes                    | Francia        | 2022-2025 | 57       | 6     |
| New England Revolution (cedido) | Estados Unidos | 2025-     | 5        | 0     |